# Маллан, Брайан
Брайан Иэн Маллан (англ. Brian Ian Mullan; родился 23 апреля 1978 года в Минеоле, Нью-Йорк, США) — американский футболист, выступавший на позиции полузащитника. Известен по выступлениям за клубы «Сан-Хосе Эртквейкс» и «Хьюстон Динамо».

## Клубная карьера
Маллан начал карьеру выступая за футбольную команду Крейтоновского университета. Во время обучения он также играл за «Висконсин Ребелс» в PDL.
В 2001 году на драфте он был выбран клубом «Лос-Анджелес Гэлакси». В 2001 году Брайан дебютировал в MLS. В своём дебютном сезоне Маллан помог команде завоевать Кубок Ламара Ханта, а через год завоевал Кубок MLS.
В 2003 году Брайан был обменян в «Сан-Хосе Эртквейкс». В этом же году во второй раз стал чемпионом США.
В 2006 году в результате переезда «Сан-Хосе Эртквейкс» в Хьюстон был образован «Хьюстон Динамо». В составе клуба Маллан за четыре сезона сыграл более 100 матчей и дважды выиграл Кубок MLS.
15 сентября 2010 года Маллан присоединился к «Колорадо Рэпидз» в обмен на Колина Кларка и распределительные средства. За новый клуб Маллан дебютировал 18 сентября в матче против «Нью-Инглэнд Революшн». В том же году Брайан вновь стал чемпионом. 22 апреля 2011 года в матче против «Сиэтл Саундерс» Маллан жёстко подкатился под Стива Закуани и сломал ему ногу, в результате травмы коноголезец едва не лишился ноги. По итогам инцидента Маллан получил прямую дисквалификацию на 10 матчей и штраф 5 тыс. долларов. Во всех следующих поединках против «Сиэтла» болельщики освистывали каждое касание мяча Малланом. 5 августа 2011 года в поединке против «Коламбус Крю» он забил свой первый гол за «Колорадо Рэпидз». В декабре того же года Брайан продлил контракт на три года. В 2014 году Маллан принял решение завершить карьеру.

## Международная карьера
Маллан дебютировал за сборную США 11 июля 2004 года в товарищеском матче против сборной Польши.

## Достижения
Командные
 «Лос-Анджелес Гэлакси»
- Обладатель Кубка MLS — 2002
- Обладатель Кубка Ламара Ханта — 2001
- Обладатель Supporters’ Shield — 2002

 «Сан-Хосе Эртквейкс»
- Обладатель Кубка MLS — 2003
- Обладатель Supporters’ Shield — 2005

 «Хьюстон Динамо»
- Обладатель Кубка MLS — 2006
- Обладатель Кубка MLS — 2007

 «Колорадо Рэпидз»
- Обладатель Кубка MLS — 2010